# 法馬 (馬里)

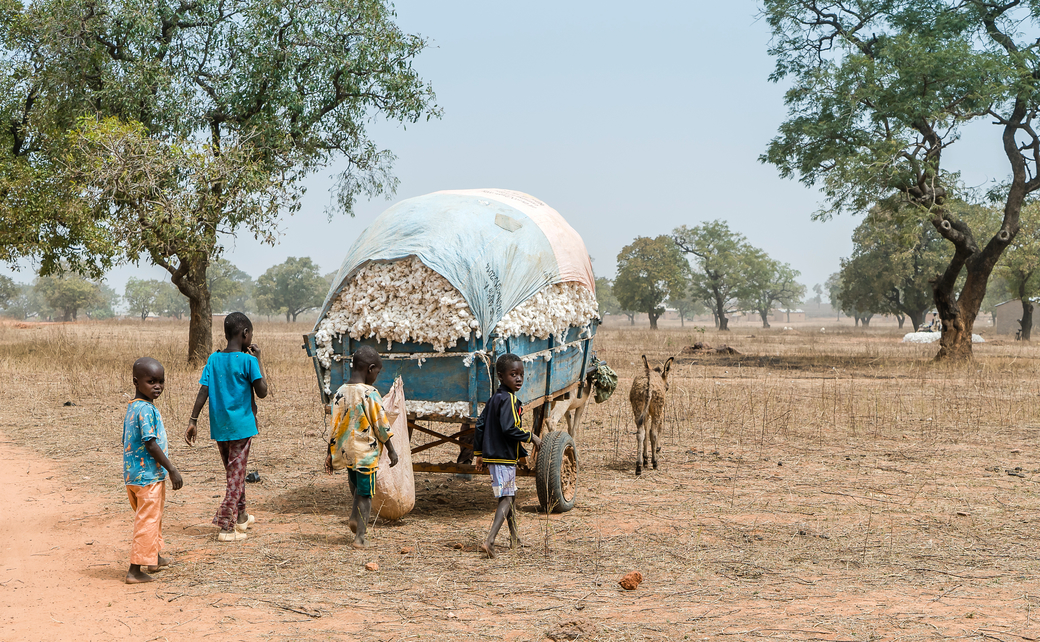
法馬當地正運送棉花的兒童

法馬（法語：Fama），是馬里的城鎮，位於該國中部，由錫卡索區的錫卡索省負責管轄，處於錫卡索以北24公里，面積222平方公里，2009年人口7,960，人口密度每平方公里36人。